# Akron, Ohio
Akron este un oraș și sediul comitatului Summit din  statul Ohio, situat în partea central nord-vestică a Statelor Unite ale Americii. Municipiul se află în partea de nord-est a statului, pe râul Cuyahoga, la sud de orașul mult mai mare Cleveland și la nord de Canton, la aproximativ 96 km de granița statului Pennsylvania.

## Istoric
Construit în 1825, orașul și-a asigurat o dezvoltare puternică prin construcția a două canale (1827, 1840). Resursele abundente de apă și rețeaua căilor ferate din zonă, l-au făcut pe Benjamin Franklin Goodrich, antreprenorul american, creatorul companiei Goodyear Tire and Rubber Company, să mute aici o fabrică de cauciuc (1871). Astfel, Akron a devenit cunoscut drept „capitala mondială a cauciucului,” deși, la începutul secolului al XXI-lea cea mai mare parte a producției nu se mai afla în zona respectivă.

## Personalități născute aici
- Willard Van Orman Quine (1908 - 2000), filozof;
- Stanford R. Ovshinsky (1922 - 2012), om de știință, inventator;
- Patrick Waltz (1924 - 1972), actor;
- William Boyett (1927 - 2004), actor;
- LeBron James (n. 1984), baschetbalist;
- Stephen Curry (n. 1988), baschetbalist.